# Hypersonic Attack Cruise Missile
Hypersonic Attack Cruise Missile (HACM) – amerykański hipersoniczny pocisk manewrujący napędzany silnikiem typu scramjet opracowywany przez Raytheon we współpracy z Northropem Grummanem.
HACM jest hipersonicznym pociskiem manewrującym, napędzanym w fazie startowej silnikiem rakietowym do osiągnięcia prędkości co najmniej Ma 1 umożliwiającej uruchomienia pozbawionego części ruchomych silnika typu scramjet, który nadaje pociskowi – i w odróżnieniu od pocisków balistycznych, utrzymuje – prędkość co najmniej Ma 8. Opracowany dla platform lotniczych, w szczególności do przenoszenia przez F/A-18E/F Super Hornet, B-52 Stratofortress oraz F-15E Strike Eagle pocisk, ma zasięg operacyjny wynoszący 1000 Mm (1900 km).